# Nancyphonies
Nancyphonies est un festival de musique se déroulant l'été dans la ville de Nancy et la Métropole du Grand Nancy.
Créé en 1990 sous le nom de l'association qui l'organise, les Rencontres Musicales en Lorraine, il a pris le nom de Nancyphonies en 2003.
Le festival Nancyphonies a attiré plus de 150 000 spectateurs depuis sa création. Les concerts se déroulent notamment à Nancy Salle Poirel, dans les Grands Salons de l'Hôtel de Ville Place Stanislas et en plein air au kiosque du Parc de la Pépinière. Les villes de Seichamps, Vandœuvre et Villers accueillent aussi certains concerts.
Plus de 1500 artistes et orchestres se sont produits aux Nancyphonies depuis sa création et notamment Grigory Sokolov, Arcadi Volodos, Augustin Dumay, Stephen Hough, Viktoria Mullova, Brigitte Engerer, Boris Berezovski, Cédric Tiberghien...
Son directeur est le pianiste Hugues Leclère.